# Carvin
Carvin är en kommun i departementet Pas-de-Calais i regionen Hauts-de-France i norra Frankrike. Kommunen ligger i kantonen Carvin som tillhör arrondissementet Lens. År 2022 hade Carvin 17 966 invånare.

## Befolkningsutveckling
Antalet invånare i kommunen Carvin
| Referens: INSEE |